# جوفيتا فيتوسا
أنتونيا ألفيس جوفيتا فيتوسا (بالإنجليزية: Antonia Alves ("Jovita") Feitosa) (من مواليد مارس 1848 في تاوا، البرازيل، والمُتوفاة في 9 أكتوبر عام 1867) في ريو دي جانيرو بالبرازيل أو 16 أغسطس 1869 في أوسوبيا أيالا بباراجواي) هي بطلة عسكرية ورمز للحرب ضد التحيز الجنسي.

## سيرتها الذاتية
وُلدت فيتوسا في تاوا لماكسيميانو بيسبو دي أوليفيرا وماريا ألفيس فييتوسا. بعد وفاة أمها من الكوليرا، انتقلت فييتوسا إلى جايكو مع والدها للعيش مع أقاربها. حيث درست الموسيقى. بعد خلاف مع عمها، وضعت فيتوسا طموحاتها الموسيقية جانبًا وانتقلت إلى تيريسينا في سن السابعة عشرة حيث شاركت في الحملة العسكرية لحرب باراغواي. ارتدت فيتوسا ملابس التجنيد كالرجال، وقصت شعرها بأسلوب عسكري، ولفت ثدييها، وارتدت قبعة جلدية، في محاولة لإظهار الجدية. وعلى الرغم من تمكنها من الاتحاق التجنيد، إلا أن سماتها الأنثوية وثقوب آذانها كشفتها على يد امرأة في السوق.
كانت فيتوسا تبكي دون حسيب ولا رقيب عند اقتيادها إلى مركز الشرطة لاستجوابها، وأعربت عن رغبتها في القتال في الخنادق. على الرغم من تقديم فرصة لها لتصبح ممرضة مساعدة، إلا أنها رفضت قائلة أنها تريد الثأر من «الإهانة التي تلقاها مواطنوها على أيدي الباراغوايين القساة.» بعد أن تم عرض قضيتها على اهتمام فرانكلين دوريا بارون لوريتو (وهو ما يعادل الوظيفة الحالية للحاكم) في مقاطعة بياوي، سُمح لها بالانضمام إلى الجيش الوطني كرقيب ثانٍ. حصلت فيتوسا على لزي الرسمي واتجهت إلى بارنايبا مع المتطوعين الآخرين. خرجت فيتوسا من تيريسينا على الباخرة التي حملت في نهاية المطاف 1302 متطوعًا من بياوينس التي تضم المجموعة الثانية من المتطوعين، تحت قيادة الميجور جون فرنانديز دي مورايس. بعد وصولها إلى ريسيفي وساو لويز، تم تكريمها للشجاعتها وتناولت العشاء مع رؤساء المقاطعات.
وصلت السفينة في ريو دي جانيرو في 9 سبتمبر 1865 حيث أصبحت فيتوسا شخصية بارزة. أراد الجميع لقاء المرأة من بياوي التي أرادت الذهاب إلى الحرب. أصدر وزير الحرب فيسكوندي دي كازي، في نوفمبر / تشرين الثاني، خطابًا ينفي السماح لفيتوسا بالانضمام إلى جبهة القتال. ارتبطت فيتوسا مع قرب نهاية العام عاطفياً مع وليام نوت، المهندس الإنجليزي، وذهبت للعيش معه في شاطئ روسل ثم هجرها دون تفسير. توجد العديد من الفرضيات حول وفاتها؛ حيث تشير إحدى النظريات أنها انتحرت مع خنجر في القلب في عام 1867، عن عمر يناهز التاسعة عشر، وتقول نظرية أخرى أنها توفيت في معركة أكوستا رو في عام 1869.

## تراثها
تقع ساحة جوفيتا فيتوسا، التي تم تسميتها على شرفها، في فورتاليزا (فورتاليزا). تم تكريم سيرتها الذاتية في برنامج تلفزيوني خاص في عام 2012، حيث اعتبرت أنها مهدت الطريق أمام نساء أخريات.